# Шугнано-рушански език
Шугнано-рушанският език е ирански език, говорен от около 60 000 души в Афганистан и Таджикистан. Има два диалекта: шугнански и рушански, които са доста близки помежду си.